# James Bay (Sänger)

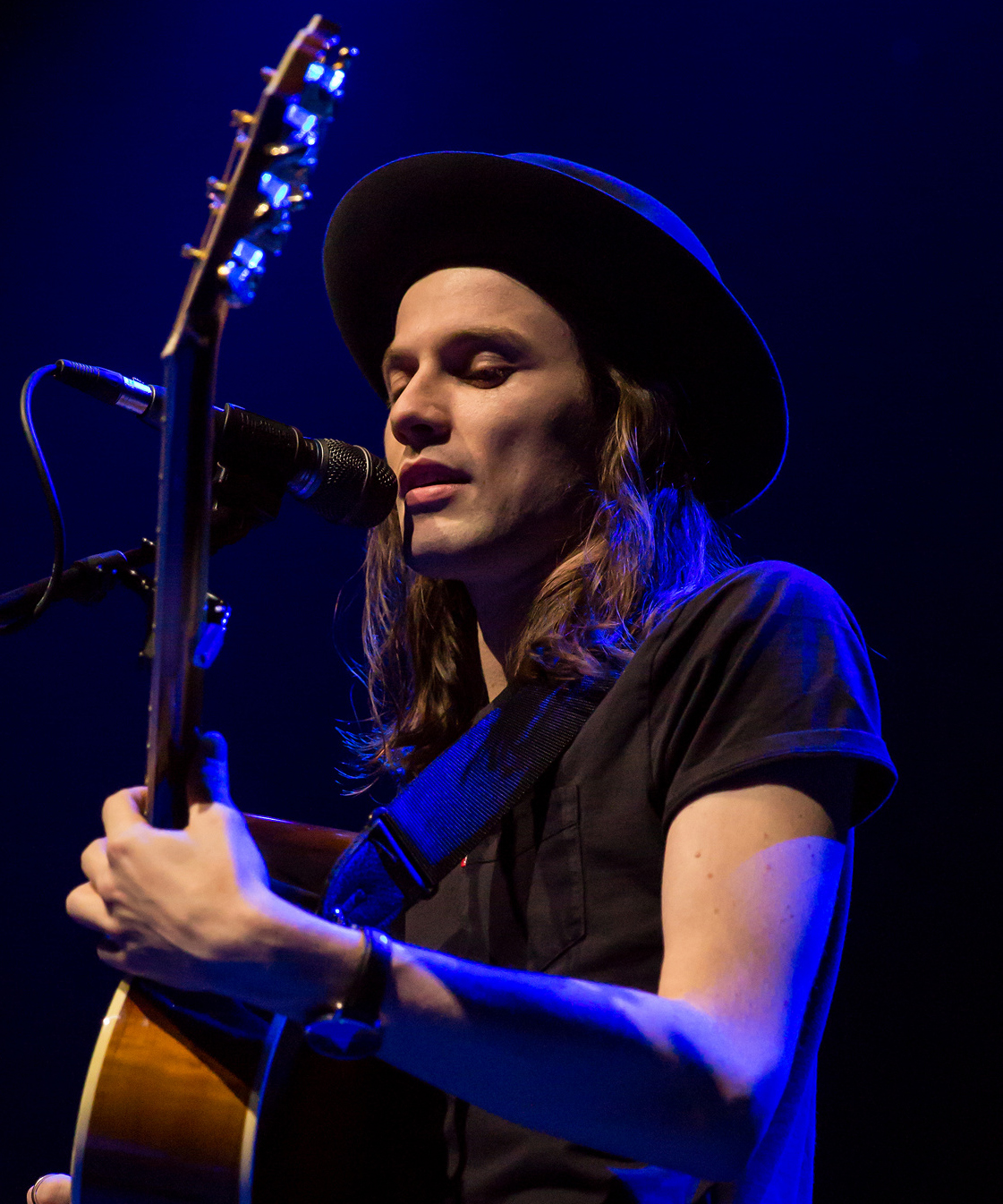
James Bay (2015)

James Michael Bay (* 4. September 1990 in Hitchin, Hertfordshire) ist ein britischer Singer-Songwriter aus England.

## Biografie
James Bay begann als Musiker in seiner Heimat in Hertfordshire solo und in verschiedenen Bands. Er wurde als Support-Musiker gebucht und spielte im Vorprogramm der Konzerte von Tom Odell, John Newman und Kodaline. Dadurch wurde das Label Republic Records auf ihn aufmerksam und nahm ihn 2012 unter Vertrag.
Seine erste EP mit fünf Songs erschien ein Jahr später unter dem Titel The Dark of the Morning in Großbritannien. Bay spielte danach unter anderem beim Glastonbury-Festival und im Hyde Park im Vorprogramm eines Rolling-Stones-Konzerts. Außerdem begleitete er Taylor Swift bei dem europäischen Teil ihrer 1989-World-Tour.
Anfang 2014 wurde die EP auch in den USA veröffentlicht und konnte sich dort in den Billboard-Heatseeker-Charts platzieren. Es folgte im Sommer die zweite EP Let It Go. Erneut kam sie in die US-Heatseeker-Charts, zusätzlich stieg der Titelsong in die britischen Charts ein. Ende des Jahres war James Bay in mehreren Prognosen für 2015 Kandidat für den Durchbruch. Er bekam den Critics’ Choice Award der BRIT Awards und belegte bei Sound of 2015 der BBC Platz zwei. Außerdem war er bei MTV Brand New for 2015 nominiert. Zum Jahresende erschien auch seine dritte EP mit dem Namen Hold Back the River. Der Titelsong stieg in die Top 20 der britischen Charts ein und fiel wieder zurück. In der zehnten Woche kehrte er in die Top 20 zurück und erreichte schließlich Platz 2. In vielen weiteren Ländern konnte er sich ebenfalls platzieren, in Australien und den deutschsprachigen Ländern erreichte das Lied die Top 10. Am 20. März 2015 erschien sein erstes Studioalbum mit dem Namen Chaos and the Calm und stieg auf Platz 1 der UK-Charts ein.

## Diskografie
Studioalben

| Jahr | Titel Musiklabel                            | Höchstplatzierung, Gesamtwochen, AuszeichnungChartplatzierungen (Jahr, Titel, Musiklabel, Platzierungen, Wochen, Auszeichnungen, Anmerkungen) | Höchstplatzierung, Gesamtwochen, AuszeichnungChartplatzierungen (Jahr, Titel, Musiklabel, Platzierungen, Wochen, Auszeichnungen, Anmerkungen) | Höchstplatzierung, Gesamtwochen, AuszeichnungChartplatzierungen (Jahr, Titel, Musiklabel, Platzierungen, Wochen, Auszeichnungen, Anmerkungen) | Höchstplatzierung, Gesamtwochen, AuszeichnungChartplatzierungen (Jahr, Titel, Musiklabel, Platzierungen, Wochen, Auszeichnungen, Anmerkungen) | Höchstplatzierung, Gesamtwochen, AuszeichnungChartplatzierungen (Jahr, Titel, Musiklabel, Platzierungen, Wochen, Auszeichnungen, Anmerkungen) | Anmerkungen                                                   |
| Jahr | Titel Musiklabel                            | DE | AT | CH | UK | US | Anmerkungen                                                   |
| ---- | ------------------------------------------- | --- | --- | --- | --- | --- | ------------------------------------------------------------- |
| 2014 | Chaos and the Calm Republic Records (UMG)   | DE3 Gold · (44 Wo.)DE | AT2 Gold · (11 Wo.)AT | CH1 Gold · (46 Wo.)CH | UK1 ×3Dreifachplatin · (99 Wo.)UK | US15 Platin · (86 Wo.)US | Erstveröffentlichung: 15. Dezember 2014 Verkäufe: + 2.377.500 |
| 2018 | Electric Light Republic Records (UMG)       | DE14 (4 Wo.)DE | AT20 (1 Wo.)AT | CH6 (5 Wo.)CH | UK2 Silber · (7 Wo.)UK | US21 (1 Wo.)US | Erstveröffentlichung: 18. Mai 2018 Verkäufe: + 60.000         |
| 2022 | Leap Republic Records (UMG)                 | DE36 (1 Wo.)DE | — | CH9 (3 Wo.)CH | UK4 (1 Wo.)UK | — | Erstveröffentlichung: 8. Juli 2022                            |
| 2024 | Changes All the Time Republic Records (UMG) | — | — | CH47 (1 Wo.)CH | UK4 (1 Wo.)UK | — | Erstveröffentlichung: 4. Oktober 2024                         |

## Auszeichnungen
- BRIT Awards
  - 2015: „Critics’ Choice“
  - 2016: „British Male Solo Artist“
- Echo Pop
  - 2016: „Newcomer International“